# Poeta
Poeta naziv je trećeg albuma Olivera Dragojevića izdanog 1978. godine.

## Popis pjesama
Glazba: Zdenko Runjić, aranžman Stipica Kalogjera.
| 1.    | »Poeta«                                                        | Zdenko Runjić              | 3:39 |
| 2.    | »Molitva za Magdalenu«                                         | Zdenko Runjić              | 3:59 |
| 3.    | »Ča je život vengo fantažija«                                  | Momčilo Popadić            | 2:45 |
| 4.    | »Zelenu granu s tugom žuta voća« (aranžman: Miljenko Prohaska) | Tin Ujević                 | 3:21 |
| 5.    | »Ne žuri, djevojčice«                                          | Drago Britvić              | 4:52 |
| 6.    | »Oprosti mi, pape« (gosti Klapa Trogir)                        | Momčilo Popadić            | 4:01 |
| 7.    | »Zbogom ostaj ljubavi«                                         | Momčilo Popadić            | 2:50 |
| 8.    | »Ti me vodi preko voda«                                        | Zdenko Runjić              | 4:20 |
| 9.    | »Fedra«                                                        | Zdenko Runjić / Nena Labić | 4:43 |
| 10.   | »Majko, da li znaš«                                            | Zdenko Runjić              | 3:16 |
| 37:16 |                                                                |                            |      |

## Suradnici na albumu
1978. LP
- Stipica Kalogjera - dirigent i producent
- Miljenko Prohaska - dirigent (3 i 4)
- Franjo Berner, Radan Bosner (3), Nikola Jovanović (4), Mladen Rukavec (10) - ton majstori
- Ivan Ivezić - likovna oprema

2006. reizdanje u box setu Oliver 1
- Želimir Babogredac - izdavač i urednik
- Anđelko Preradović - urednik
- Goran Martinac - digital remastering
- Nikša Martinac - redizajn
- Marija Šimun, Željko Erceg, Siniša Škarica, Vibor Roje i Tomislav Varga suradnici na reizdanju

2009. CD reizdanje
- Želimir Babogredac - izdavač i urednik
- Anet Lesić - urednik
- Goran Martinac - digital remastering
- Nikša Martinac - redizajn

## Vanjske poveznice
- Poeta